# 非遗博览园站
非遗博览园站位于中国四川省成都市青羊区，是成都地铁4号线的地下车站。截至2021年，本站是成都地铁所有车站中唯一一个上下行付费区不连通的车站。

## 车站概要
本站位于光华大道二段与光润二路交叉口，成都非物质文化遗产公园外，沿光华大道二段呈东西向布置，于2015年12月26日启用。本站曾作为4号线一期工程的终点站，那段时期曾出现机动车在站外乱停乱放的问题。在建设过程中的工程名为“公平站”。本站西河方向接入文家车辆段。

## 车站构造
本站为地下单层钢筋混凝土箱形框架结构侧式站台车站，全长150米，最宽处达82米，总建筑面积约12335平方米，共设有5个出入口（建设4个，预留1个）和2组风亭。
| 地面      |                               | 出入口                 |  |
| 地下 一层 | 站厅                          | 安检、售票机、站内商店 |  |
| 地下 一层 | 侧式站台，右边车门将会开启    |                        |  |
| 地下 一层 | 4号线列车往万盛方向（马厂坝） |                        |  |
| 地下 一层 | 4号线列车往西河方向 （蔡桥）  |                        |  |
| 地下 一层 | 侧式站台，右边车门将会开启    |                        |  |
| 地下 一层 | 站厅                          | 安检、售票机、站内商店 |  |
| 地下 二层 |                               | 站厅连接通道           |  |

由于本站的无障碍电梯可由地面非付费区直接到达地下二层的站厅连接通道，故站厅连接通道完全作为非付费区使用，无法像其他侧式车站一样使得付费区藉由站厅连接通道连通。本站因此成为现时成都地铁线网中唯一一座无法在付费区内完成换向的车站。在本站作为4号线1期终点站时期，乘客若是走错方向，进入本站付费区，必须出闸扣费重新入闸方可完成换向，因此引起乘客抱怨，质疑本站结构设计不合理。不过在4号线2期开通后，本站成为中间站，故乘客若是坐错方向到达本站，可继续沿当前方向坐车至下一车站进行换向。本站结构因此未进行改造，沿用至今。

## 内装与公共艺术
本站设计主题：非遗文化。
车站内装修柱面艺术拼贴的川剧脸谱，通过视觉变幻展现川剧变脸的文化精髓。天花剪影融入皮影、剪纸、年画、锦绣等元素，透过灯光营造非遗文化氛围。在站厅位置设“蜀派古琴”文化墙，向人们传达“古琴”这项世界级非遗，和蜀派古琴的文化源流。

## 出入口信息
本站目前开放4个出口。
| 出口编号 | 设施                    | 地点         | 可到达目的地           |
| -------- | ----------------------- | ------------ | ---------------------- |
|          |                         |              |                        |
|          | 无障碍电梯              | 光华大道二段 | 幸福里                 |
| 出口 · B | 无障碍卫生间            | 光华大道二段 | 成都非物质文化遗产公园 |
| 出口 · C |                         | 光华大道二段 | 蓉西阳光               |
| 出口 · D | 无障碍电梯 无障碍卫生间 | 光华大道二段 | 佳兆业广场、锦欣苑     |

## 公交配套
22、239、309、319、347、761、904

## 大事记
- 2012年11月7日，主体封顶[4]。
- 2015年12月26日，正式启用[1]。